# Hatnapos háború

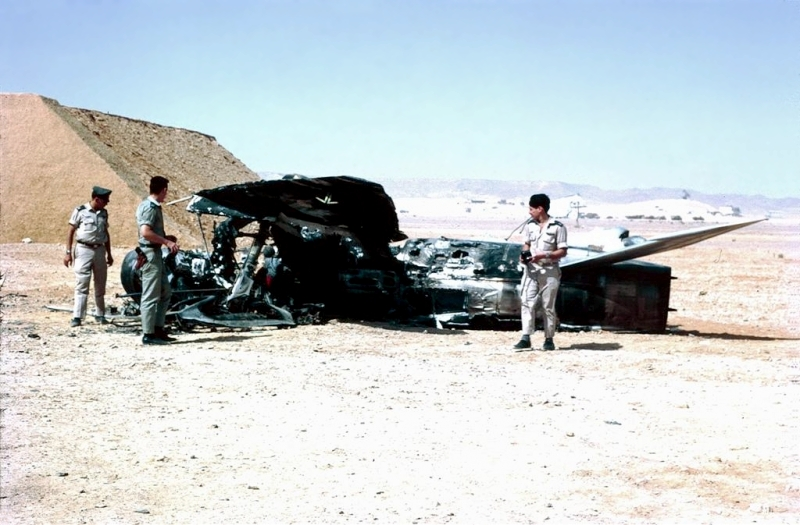
Az izraeli légierő tisztjei egy megsemmisült egyiptomi MiG–21-es mellett

A hatnapos háború 1967. június 5-étől június 10-éig zajlott Izrael és négy arab állam között.

## Előzmények
A Gamal Abden-Nasszer egyiptomi elnök által összekovácsolt négyes szövetség tagjai (Egyiptom, Jordánia, Szíria, Irak) elkötelezték magukat egy Izrael elleni nagy háborúra. Főként szovjet forrásokból több mint 1800 harckocsit, 660 harci repülőt és egy gigantikus, 364 ezer fős, jól felfegyverzett hadsereget állítottak föl határaikon.[forrás?] Az izraeli haderő ezzel szemben alig 800 harckocsival, 300 harci géppel, valamint 264 000 fős, francia-brit és kis részben amerikai forrásokból felfegyverzett, igen motivált haderővel készült a teljes megsemmisüléssel fenyegető háborúra.
Az Akabai-öböl bejáratának (Tiráni-szoros) elzárásakor kirobbant válság lett az elkerülhetetlen konfliktus gyújtószikrája. Nasszer bejelentette, hogy eltökélt szándéka „a palesztin felszabadító háborút” megvívni, és az hogy „az arab népnek eltökélt szándéka eltörölni Izraelt a föld színéről”.

## A háború napjai

### 1967. június 5., hétfő

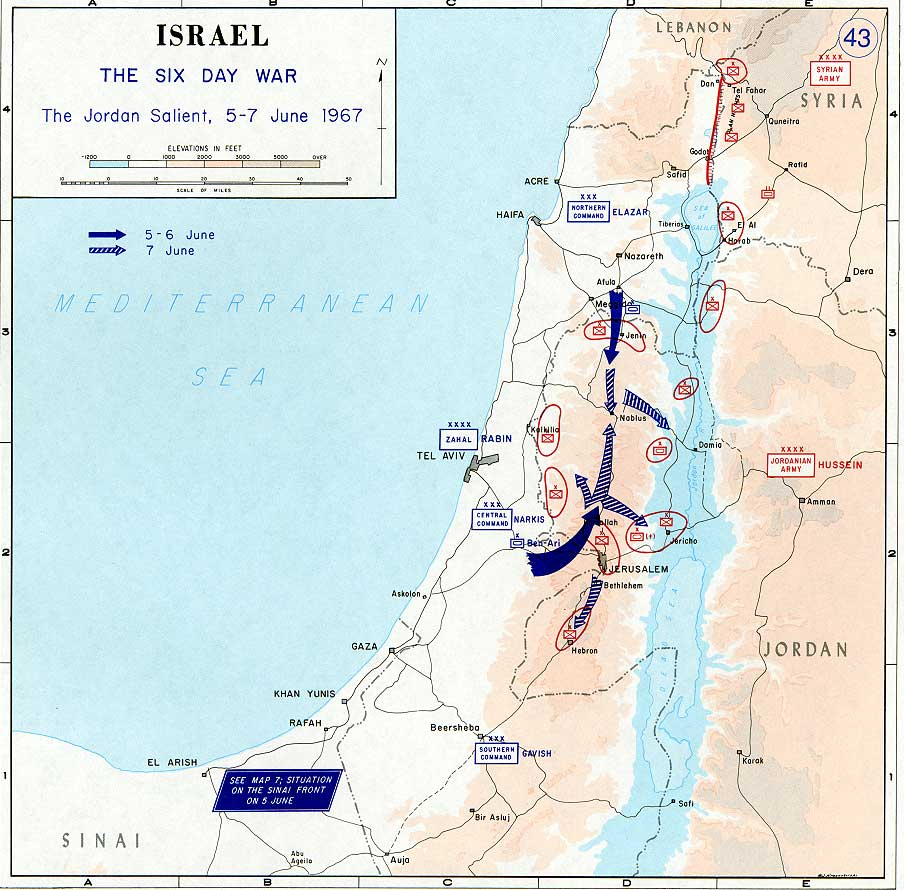

Az Izraeli Légierő megelőző légi támadást intézett mind a négy ellenséges ország légiereje ellen, a támadásban a teljes izraeli légierő részt vett. Az eredmény megsemmisítő volt: az arab államok teljes légierejének 75%-a elpusztult egyetlen nap alatt. A megsemmisült 452 gép nagy részét még a kifutópályán elérte a végzete. Izrael 1967. június 5-én hirtelen a közel-keleti légtér abszolút urává vált. A szárazföldön eközben egyiptomi csapatok megindultak, hogy visszavágjanak a példátlan vereségért.

### 1967. június 6., kedd
Móse Daján izraeli hadügyminiszter ellencsapást rendelt el a Sínai-félszigeten gyülekező két páncélos és öt gyalogos egyiptomi hadosztály ellen. Jesjáhu Gavis, a déli front izraeli főparancsnoka az egyiptomi létszámfölény ellenére megelőző csapást indított. Tal tábornok ezt üzente katonáinak a kockázatos támadás előtt: „Ha meg akarjuk nyerni a háborút, meg kell nyernünk az első csatát … mindegy, mennyi veszteséget szenvedünk… vagy sikerül, vagy elveszünk!”, majd ezek után páncélos oszlopaival betört a Gázai-övezetbe. Az Aríél Sárón és Ávrám Joffe által irányított izraeli csapatok mindenütt betörtek a Sínai-félszigetre.
A támadás a kezdeti súlyos harcok után a morálisan erősebb izraeli csapatok győzelmeivel zárult. Az évekig épített Sínai-félszigeti erődrendszer egy nap alatt az összeomlás szélére került.

### 1967. június 7., szerda

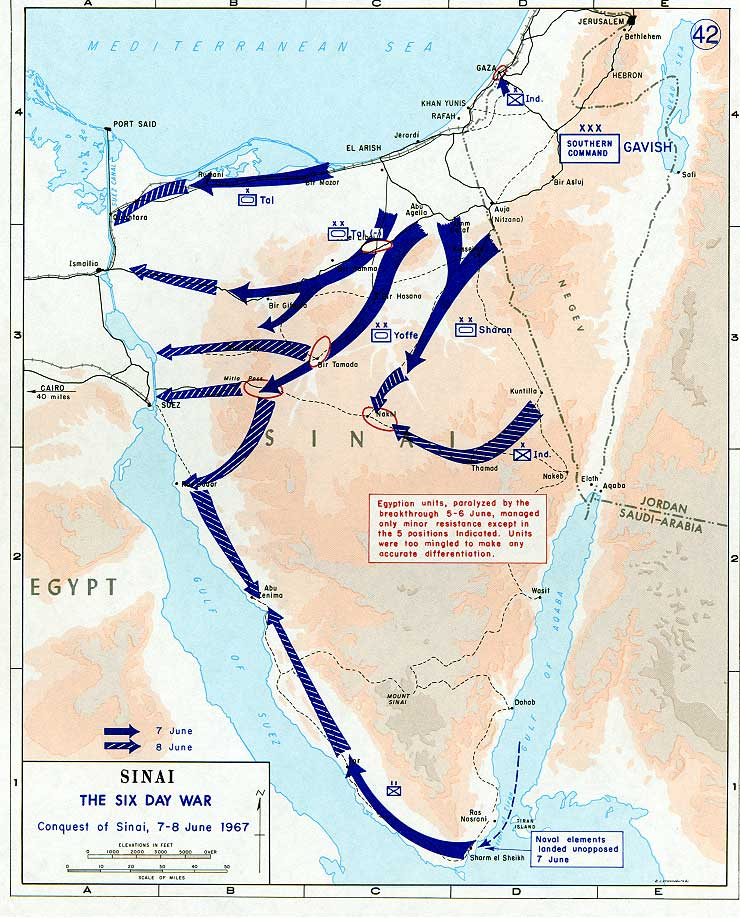

Mordecháj Gur („Mota”) ejtőernyős hadosztálya merész támadást intézett a Jeruzsálemet két napja zárótűz alatt tartó jordán elit csapatok, az Arab Légió ellen. Az órákig eltartó tűzharc után az izraeli elitalakulatok megrohamozták a jordán erődítményeket, és a nap végére Jeruzsálem óvárosán, valamint a Templom-hegyen izraeli lobogó lengett. A megmaradt jordániai csapatok elmenekültek, és Jeruzsálem kétezer év után újra izraeli kézbe került.
Eközben Nárkisz tábornok felszámolta a hegyek közt megbúvó teljes védelmi erődítményrendszert és a Jordánon túlra szorította mind az öt jordániai hadosztályt. Jordánia még aznap kilépett a háborúból, ő volt az első, aki elfogadta az ENSZ tűzszüneti javaslatát. Egyiptom és Szíria folytatta a háborút.

### 1967. június 8., csütörtök
Ezen a napon zajlott le a világtörténelem egyik legnagyobb páncélos csatája. 1000 tank vívott sorsdöntő ütközetet a kulcsfontosságú Mitle-szorosban. A több óra hosszat zajló csatánál csak a kurszki csata volt nagyobb. Nasszer itt vetette be a szovjet ipar egyik óriását, a T-55-öst, ám ezzel sem tudta megakadályozni, hogy az összehangolt izraeli légi és páncélos erők felmorzsolják tankjait, és kiharcolják a teljes győzelmet. Az egyiptomi ellenállás ezzel gyakorlatilag megszűnt, és egyiptomi katonák tízezrei adták fel a kilátástalanná vált harcot. Nasszer rájött, hogy a harc elveszett, és elfogadta a tűzszünetet.

### 1967. június 9., péntek

A Golán-fennsíkon történt hadmozdulatok

Szíria a szövetségesei kiesése ellenére folytatta a harcot és a Golán-fennsíkról kiépített erődítményrendszeréből újraindította a tüzérségi támadásait az észak-galileai zsidó falvak ellen. Izrael nehéz helyzetbe került, mivel a szíriai bunkerek több mint ezer méterrel voltak magasabban a Genezáreti-tónál, és a francia Maginot-vonalat megszégyenítő mélységű és erősségű bunkerrendszerrel várták az izraeli támadókat. Az erősödő zárótűz viszont cselekvésre késztette az Eleázár tábornok vezette izraeli támadókat, akik végül nekivágtak a goláni hegyoldalnak.
Az izraeli hadsereg végül itt is kivívta a győzelmet, bár a véres csatasorozatok izraeli oldalon 300, szíriai oldalon pedig több ezer halottat követeltek. De Szíria még nem adta fel.

### 1967. június 10., szombat
Az izraeli győzelem napja, a szíriai csapatok nem bírták tovább, és a haderő összeomlott. Az izraeli hadoszlopok győzedelmesen vonultak Damaszkusz felé. Szíria azonban nem várta meg az izraelieket, hanem fegyverszünetet kért. Szombat este 6:30-kor a hatnapos háború véget ért.
Az izraeli haderő által végrehajtott professzionális megelőző csapás, amelynek Izrael 1967-ben az életben maradását köszönhette, most a katonai egyetemeken tananyagként szerepel.